# Джуліан Кеннеді
Джуліан Ке́ннеді (англ. Julian Kennedy; 15 березня 1852 — 28 травня 1932) — американський інженер та виробник. Відомий своїм внеском у сталеливарну промисловість США, Російської імперії та інших країн. У 1928 році був нагороджений медаллю ASME.

## Біографічні дані
Кеннеді родився в Поланді, штат Огайо, у 1852 році, він був старшим із семи синів Томаса Уокера та Маргарет Кеннеді. Його батько був видатним конструктором, винахідником, конструктором та будівельником доменних печей.
Після завершення семінарії в Поланді він навчався в Шеффілдській науковій школі, де здобув ступінь бакалавра філософії в 1875 році. Згодом, 1900 року, він здобув магістерський ступінь, а 1909 року — ступінь доктора філософії в Технологічному інституті Стівенса.
Кеннеді почав свою кар'єру в компанії Морзебридж. Кеннеді був керівником компанії з 1879 по 1883 рік. Після цього він перейшов працювати у фірму «Брати Карнегі і Компанія» у Гоумстеді, де з 1885 по 1888 рік був генеральним суперінтендантом.
Ще два роки він був головним інженером металургійного заводу Latrobe в Лігоньє, штат Пенсильванія, а в 1890 році став інженером-консультантом в Піттсбурзі. Він консультував багато найбільших металургійних заводів у США та Європі. Будучи консультантом по сталі, Кеннеді допомагав розвивати російську сталеливарну промисловість, побудувавши Нікополь-Маріупольський металургійний комбінат в 1896 році. У 1897 році він побудував доменну піч на Маріупольському металургійному заводі. У 1907 році Кеннеді побудував перший в Індії сталеливарний завод Тата, отримав прозвище «Батько азійської сталі».
Він почав впроваджувати автоматику в роботу металургійних печей.
"На початку XX століття Джуліан Кеннеді був знаменитий. Ключові конструкції доменних печей носять його ім'я: Засипні пристрої системи Кеннеді. Охолоджувальні прибори системи Кеннеді. Каупери системи Кеннеді. Джуліан Кеннеді був найталановитішим американським доменщиком".
У 1904 році Кеннеді обіймав посаду президента групи Виборче право жінок у Пенсільванії — Асоціація рівних прав округу Аллегені (ACERA).

## Сім'я
Брат Вальтер — теж металург.

## Особисте життя
Кеннеді одружився з Дженні Е. Бреннеман в 1878 році, і в пари народилося кілька дітей, популярних у суспільних колах Пітсбурга. Дженні Кеннеді була членом жіночих клубів та відомою  суфражисткою у районі Пітсбурга.

## Публікації
- Julian Kennedy, "Some modifications in Blast Furnace Construction [Архівовано 10 травня 2021 у Wayback Machine.]."  Proceedings of the Engineers Society of Western Pennsylvania XXIII, Engineers Society, 1908. p. 3-15

Публікації про Джуліана Кеннеді
- Templeton Smith. Engineer Pittsburgh: The Story of Julian Kennedy, Engineer : His Helpmate Jane Eliza Brenneman and His Kennedy and Truesdale Ancestors in America. 1996.

Патенти
- Patent US244997 - Hot Blast Stove, 1881.
- Patent US593476 - Furnace-valve for hot-blast stoves, 1896
- Patent US581165 - Mechanism for operating shears, 1897
- Patent US760873 - Hot-blast valve, 1904.
- Patent US1178522 - Charging-bell for blast-furnaces, 1916